# 打破沉默組織
打破沉默組織（英語：Breaking The Silence），是一群以色列現役和退役士兵發起的運動。這個組織收集和提供成員在佔領地區的軍事行動的證詞。他們講述和討論在巴勒斯坦地區服役的經驗，當中包括以色列軍無故暴力對待和壓迫巴勒斯坦人民的種種事件，這些事件很多都被以色列和西方媒體忽視。士兵描述的事件通常是親眼目睹或自己執行的。
這個組織以文字和錄像出版士兵的作證，並設立網站。成員又在以色列各地、西歐、美國演說。他們作證的部份內容，引發以色列公眾辯論以色列持續佔領巴勒斯坦土地的可能後果。
以色列政府及以色列國防軍已經公開表明反對有關組織的行為。

## 外部連結
- （希伯来文） （英文） 組織的官方網站 （页面存档备份，存于）
- （英文） Breaking the Silence: The Next Phase 打破沉默的下一步 （页面存档备份，存于）
- （英文） Breaking the Silence: Israeli Soldiers Reflect on Patrolling Hebron 打破沉默：以色列士兵回憶希伯倫巡邏經歷
- （英文） CBS News: Israeli Soldiers Talk Of Abuses CBS新聞：以色列士兵講述虐待事件（包括視像） （页面存档备份，存于）
- （英文） CNN News: Soldiers' photo exhibit strikes nerve CNN新聞：士兵照片展覽使人觸怒 （页面存档备份，存于）
- （英文） ABC News: Israeli conscripts break the silence ABC新聞：以色列被徵士兵打破沉默 （页面存档备份，存于）
- （英文） Aljazeera News: Fmr. Israeli soldier exposes abuse of Palestinians 半島電視台新聞：前以色列士兵披露對巴勒斯坦人的虐待 （页面存档备份，存于）
- （希伯来文） 打破沉默組織展出圖片集 （页面存档备份，存于）
- （英文） 以上圖片集的英文翻譯
- （英文） Haaretz: IDF questions reservists who organized Hebron photo exhibit Haaretz:以色列國防軍訊問舉辦希伯倫圖片展的後備士兵 （页面存档备份，存于）
- （英文） Guardian: Army fury at Hebron soldiers' brutality exhibition 衛報：希伯倫士兵暴力展激怒軍方
- （英文） Washington Post: 'Breaking the Silence' on West Bank Abuse 華盛頓日報：打破沉默組織論西岸虐待
- （英文） The Independent: Breaking silence over the horrors of Hebron 獨立報：打破沉默組織論希伯倫的可怖事
- （英文） New York Times: Former Israeli Soldiers Tell of Harassment of Palestinians 紐約時報：前以色列士兵講述對巴勒斯坦人的騷擾 （页面存档备份，存于）